# Skopun
Skopun er den nordligste bygd på Sandoy. Skopun ligger i Skopunar kommuna, og er den eneste bygd i kommunen. 1. januar 2025 boede der 479 personer i Skopun.
Bygden har en filetfabrik, og en lakseavlsstation, der forbedrer de laksestammer, der benyttes i de færøske havbrug. 
Traditionelt har indbyggerne i Skopun været sømænd. Føroya Grótvirki er det eneste stenhuggeri af sin slags på Færøerne, Stenhuggeriet producerer bl.a. fliser og gravsten. 
Bygdens første skole blev taget i brug i 1884, og den nuværende skole blev opført i 1945 og er siden udvidet flere gange, sidst omkring år 2000. Skolen har undervisning i de yngste klasser, hvorefter eleverne fortsætter på centralskolen i Inni í Dal mellem Skopun og Sandur.
I 1897 indvies Skopunar kirkja, der er bygget af træ fra den gamle kirke i Vestmanna. 1902 får menigheden i Skopun afslag på en ansøgning om tilladelse til at benytte færøsk som kirkesprog. 

Pinsemenigheden og Indre Mission, der begge har mange tilhængere i Skopun, har deres egne forsamlingshuse, begge opført i 1953.
1924 opførte ungdomsforeningen Samljóð et forsamlingshus, som indtil 1991 var den rammen om en stor del af det sociale liv i bygden. Huset blev overtaget af kommunen og er i dag lokalmuseum. 1991 byggede ungdomsforeningen  et nyt forsamlingshus.
Der er vejforbindelse fra Streymoy via Gamlarætt gennem Sandoyartunnilin til Skopun. 

## Historie
Stedet var allerede beboet  i middelalderen.
1833 anviser amtmand Frederik Ferdinand Tillisch, en mand fra Hestur den nødvendige plads til opdyrkning og bosted og i 1833 blev de første beboelseshuse bygget. Man regner Skopuns grundlæggelse fra det år.   
Forbindelsen ad søvejen mellem Sandoy og hovedøen Streymoy har fra gammel tid været via Skopun, men her var ingen bygd, kun et bådehus, hvor robåden stod.
Vejforbindelsen mellem Skopun og Sandur er blev anlagt i 1917. Den kun 2,5 m brede vej er Færøernes første vej mellem to bygder. 
1926 indvies havnen i Skopun. Den er senere blevet udvidet flere gange på grund af de vanskelige indsejlingsforhold. 
1968 får bygden en filetfabrik og i 1981 udvides havnen med et havnebassin.
I 1954 inviedes et mindesmærke udført af billedhuggeren Hanus Kamban over personer, der er druknede på havet eller forulykkede i fjeldene.
En bilfærge forbandt bygden direkte med Tórshavn, men siden 1991 var forbindelsen til Skopun fra færgehavnen Gamlarætt på Streymoys vestkyst. Fra 2001 til 2023 besejlede færgen Teistin ruten.

## Galleri
- Skopun
- Skopun
- Fra 2001 til 2023 besejlede færgen Teistin ruten Skopun-Gamlarætt
- Skopun i 1899